# Daniel Hermansson
Daniel Hermansson (* 3. April 1982 in Borlänge) ist ein schwedischer Eishockeyspieler, der seit 2011 bei Almtuna IS in der HockeyAllsvenskan unter Vertrag steht.

## Karriere
Daniel Hermansson begann seine Karriere als Eishockeyspieler in der Jugend des schwedischen Erstligisten Leksands IF, für dessen Profimannschaft er in der Saison 2000/01 sein Debüt in der Elitserien gab, wobei er in 20 Spielen ein Tor erzielte und zwei Vorlagen gab. Mit seinem Team gelang dem Angreifer in der folgenden Spielzeit der direkte Wiederaufstieg, jedoch verbrachte der Rechtsschütze den Großteil der Saison 2002/03 in der zweitklassigen HockeyAllsvenskan bei IFK Arboga und stand nur vier Mal für Leksands in der höchsten schwedischen Spielklasse auf dem Eis.
Im Sommer 2004 unterschrieb Hermansson beim Zweitligisten Skellefteå AIK, welchen er nach einem Jahr bereits wieder verließ, um für seinen Ex-Club und deren Ligarivalen, IFK Arboga aufzulaufen. Nach dem erfolgreichen Klassenerhalt in der Saison 2004/05 mit Arboga, begann er dort auch die folgende Spielzeit, ehe er im Laufe des Jahres zum Brynäs IF aus der Elitserien wechselte, für den er bis Dezember 2009 spielte. Im Anschluss wurde der Angreifer von Leksands IF aus der HockeyAllsvenskan verpflichtet, mit denen er zum Saisonende 2009/10 in der Kvalserien am Aufstieg in die Elitserien scheiterte. Hermansson, der bei Leksands einer der besten Scorer des Teams war, wurde im März 2011 von Almtuna IS mit einem Kontrakt für die Spielzeit 2011/12 ausgestattet.

### International
Für Schweden nahm Hermansson an der U18-Junioren-Weltmeisterschaft 2000 sowie der U20-Junioren-Weltmeisterschaft 2002 teil. 

## Erfolge und Auszeichnungen
- 2000 Bronzemedaille bei der U18-Junioren-Weltmeisterschaft
- 2002 Aufstieg in die Elitserien mit Leksands IF

## Elitserien-Statistik
(Stand: Ende der Saison 2010/11)